# Trofeo Ciudad de Sevilla
La Copa de Sevilla fue un torneo de fútbol, que se celebraba en la ciudad de Sevilla (España), organizado por el Ayuntamiento de dicha ciudad, en colaboración con los dos clubes de fútbol más representativos de la capital hispalense, el Sevilla Fútbol Club y el Real Betis Balompié.
El Trofeo celebró su primera edición el año 1972, siendo alcalde de la ciudad Juan Fernández Rodríguez García del Busto, proclamándose el Sevilla Fútbol Club campeón de la misma. En el año 1994 se disputó su 16° y última edición.
El Trofeo Ciudad de Sevilla se celebraba en los estadios Ramón Sánchez Pizjuán, propiedad del Sevilla y el Benito Villamarín, propiedad del Real Betis Balompié, celebrando la final del torneo en un estadio distinto cada edición. 
En el año 1992, tras siete años sin organizarse el torneo, y con motivo de la Exposición Universal de Sevilla, se disputó una edición especial, de la cual resultó vencedor el Porto portugués, y en la cual tomaron parte, además de los dos clubes anfitriones, el Sevilla Fútbol Club y el Real Betis Balompié, el Fútbol Club Barcelona, el Club Atlético de Madrid y el Club de Regatas Vasco da Gama de Brasil.
El trofeo entregado representa los edificios y monumentos más emblemáticos de la ciudad de Sevilla, como La Giralda o la Torre del Oro. El trofeo era distinto en cada edición celebrada.

## Finales
| Año  | Campeón                 | Marcador      | Subcampeón         | Otros participantes                                            |
| ---- | ----------------------- | ------------- | ------------------ | -------------------------------------------------------------- |
| 1972 | Sevilla FC              | 1 - 0         | Budapest Honvéd FC | Real Betis (3º); CA Peñarol (4º)                               |
| 1973 | Sevilla FC              | 2 - 1         | FC Dinamo Moskva   | Real Betis (3º); CA Independiente (4º)                         |
| 1974 | Real Betis              | 0 - 0 (pen.)  | SL Benfica         | Sevilla FC (3º); Sporting CP (4º)                              |
| 1975 | Real Betis              | 1 - 0         | Sevilla FC         | Ferencvárosi TC (3º); FC Dinamo Kiev (4º)                      |
| 1976 | Sevilla FC              | 1 - 0         | Real Betis         | Cruzeiro EC (3º); HNK Hajduk Split (4º)                        |
| 1977 | Real Betis              | 3 - 1         | Sevilla FC         | Vasas Budapest SC (3º); SL Benfica (4º)                        |
| 1978 | Sevilla FC              | 1 - 0         | Real Betis         | Wisła Kraków SSA (3º); Standard Liège (4º)                     |
| 1979 | CR Vasco da Gama        | 2 - 2 (pen.)  | Real Betis         | ŠK Slovan Bratislava (3º); Sevilla (4º)                        |
| 1980 | Real Betis              | 2 - 1         | Sevilla FC         | AS Roma (3º); GNK Dinamo Zagreb (4º)                           |
| 1981 | West Bromwich Albion FC | 2 - 0         | Sevilla FC         | Real Betis (3º); Southampton FC (4º)                           |
| 1982 | Sevilla FC              | *             | CSKA Sofía         | Ferencvárosi TC (3º)                                           |
| 1983 | No se disputó           | No se disputó | No se disputó      | No se disputó                                                  |
| 1984 | Sevilla FC              | *             | CA Boca Juniors    | CD Universidad Católica (3ª)                                   |
| 1985 | CA Peñarol              | 0 - 0 (pen.)  | Real Betis         | -                                                              |
| 1992 | Porto                   | 2 - 0         | Real Betis         | Sevilla FC; FC Barcelona; Atlético de Madrid; CR Vasco da Gama |
| 1994 | Sevilla FC              | 2 - 1         | Real Betis         | CD América de Cali; PFC CSKA Sofía                             |

## Palmarés
| Equipo                     | Títulos | Subtítulos | Años campeón                             |
| -------------------------- | ------- | ---------- | ---------------------------------------- |
| Sevilla F. C.              | 7       | 4          | 1972, 1973, 1976, 1978, 1982, 1984, 1994 |
| Real Betis                 | 4       | 6          | 1974, 1975, 1977, 1980                   |
| C. R. Vasco da Gama        | 1       | 0          | 1979                                     |
| West Bromwich Albion F. C. | 1       | 0          | 1981                                     |
| C. A. Peñarol              | 1       | 0          | 1985                                     |
| F. C. Porto                | 1       | 0          | 1992                                     |
| Budapest Honvéd F. C.      | 0       | 1          | -                                        |
| F. C. Dinamo Moscú         | 0       | 1          | -                                        |
| S. L. Benfica              | 0       | 1          | -                                        |
| P. F. C. CSKA Sofía        | 0       | 1          | -                                        |
| C. A. Boca Juniors         | 0       | 1          | -                                        |